# Macharce
Macharce – wieś w Polsce położona w województwie podlaskim, w powiecie augustowskim, w gminie Płaska.
Wieś rządowa Królestwa Kongresowego, położona była w 1827 roku w powiecie sejneńskim, obwodzie sejneńskim województwa augustowskiego. W latach 1975–1998 miejscowość administracyjnie należała do województwa suwalskiego.
Przez miejscowość przebiega droga krajowa nr 16.

## Zabytki
- cmentarz wojenny z I wojny światowej, nr rej.:A-995 z 17.05.1994[8].